# ساکالالینا
ساکالالینا (به لاتین: Sakalalina) یک منطقهٔ مسکونی در ماداگاسکار است که در ناحیه ایووهیبه واقع شده‌است.
 ساکالالینا  ۷٬۰۰۰ نفر جمعیت دارد و ۷۰۷ متر بالاتر از سطح دریا واقع شده‌است.